# Schlacht bei Nehawand
Al-Hira – Jarmuk – Kadesia – Heliopolis – Nehawend – Konstantinopel I – Konstantinopel II – Talas
Die Schlacht bei Nehawand (auch Nehāvand, Nihavend, Nihavand etc.) im Jahr 642 besiegelte mit dem Sieg der arabischen Eroberer über die Perser das Ende des Sassanidenreichs.

## Verlauf
Nach dem Sieg in der Schlacht von Kadesia 636 (oder 637) hatten die muslimischen Araber Mesopotamien besetzt. Der persische Großkönig Yazdegerd III. musste seine Residenz Ktesiphon aufgeben – die Araber benannten sie in Madain um – und sich in das iranische Hochland zurückziehen. Die Araber führten in der Folge immer wieder Feldzüge nach Chusistan, das 639 in schweren Kämpfen erobert wurde, und in das persische Kernland hinein durch.
642 marschierte Yazdegerd mit einem großen Heer von Hamadan (Ekbatana) aus südwärts, den Arabern entgegen, die in zwei Marschsäulen von Kufa und Basra herannahten und unter dem Befehl von An-No'man standen. Zugleich stieß eine weitere arabische Streitmacht gegen Isfahan vor, um die dortigen persischen Truppen zu binden, damit diese sich nicht mit dem Hauptheer verbinden konnten. 
Persien war durch die vorangegangenen langen Kämpfe mit den Oströmern und die Bürgerkriege erschöpft. Bei den persischen Truppen handelte es sich überwiegend um schlecht ausgebildete Fußtruppen, da die Elitetruppen großteils bereits in den zahlreichen Gefechten der vorangegangenen Jahre gefallen waren. Die Kerntruppe aus Panzerreitern war den wendigeren Arabern taktisch unterlegen.
Bei Nehawend kam es zunächst zwei Tage lang zu kleineren Gefechten, woraufhin sich die Perser in ihr befestigtes Lager zurückzogen. Offenbar nutzten daraufhin die Araber eine Finte, um die Perser herauszulocken, vermutlich täuschten sie ihren Abzug vor. Die Perser setzten nach und verloren dabei ihre geschlossene Schlachtformation, so dass sie durch einen überraschenden Gegenangriff überwältigt werden konnten. An-No'man kam in diesem Kampf ums Leben. Die Perser kämpften verzweifelt, und auch die arabischen Verluste waren daher sehr hoch. Die siegreichen Araber verfolgten die flüchtenden Perser bis in die Berge. Der Sieg von Nehawend wurde für die Araber zum „Sieg aller Siege“. 
Die armenische Geschichte des Pseudo-Sebeos, eines Zeitzeugen, berichtet zusammenfassend:

„Es geschah im ersten Jahr von Constans, dem Herrscher der Griechen [d. h. Oströmer], und im zehnten Jahr von Yazkert, dem König der Perser, dass sich eine persische Armee von 60.000 gerüsteten Männern versammelte, um gegen Ismael [d. h. die Araber] anzutreten. Die Ismaeliten führten gegen sie über 40.000 Männer mit gezogenem Schwert, und sie lieferten einander eine Schlacht in der Provinz Medien. Drei Tage dauerten die Kämpfe, unterdessen viele Soldaten auf beiden Seiten fielen. Da hörten die Perser plötzlich, dass ein weiteres Heer gekommen sei, um die Ismaeliten zu unterstützen. Die persischen Truppen flohen in der Nacht. Die überlebenden Ismaeliten griffen am nächsten Morgen wieder an, doch sie fanden niemanden mehr im feindlichen Lager. So schickten sie Abteilungen durch das ganze Land, die Mensch und Tier töteten. Sie nahmen 22 Festungen ein und schlachteten alles ab, was in ihnen lebte.“

In den nächsten Jahren eroberten die Araber eine persische Provinz nach der anderen. Der Widerstand der persischen Adligen wurde entweder militärisch gebrochen oder durch Diplomatie beseitigt. Yazdegerd III. selbst war nach der verheerenden Niederlage von Nehawend kaum mehr in der Lage, organisierten Widerstand zu leisten, da der persische Adel dem sieglosen Großkönig zunehmend die Gefolgschaft verweigerte. Dieser hielt sich noch einige Zeit im äußersten Osten seines Reiches, ehe er 651 in Merw ermordet wurde, womit das Sassanidenreich endgültig in die Hände der Araber fiel.